# Rio Mitta Mitta
O rio Mitta Mitta é um rio perene e um afluente direto do rio Murray na bacia dos rios Murray-Darling estão localizados no distrito alpino de Vitória, na Austrália.